# Banqiao, Linze
Banqiao (kinesiska: 板桥) är en köping i nordvästra Kina. Den ligger i Linze härad i staden Zhangye i provinsen Gansu, omkring 470 kilometer nordväst om provinshuvudstaden Lanzhou. Antalet invånare är 15 480. Befolkningen består av 7 610 kvinnor och 7 876 män. Barn under 15 år utgör 16,0 %, vuxna 15-64 år 74 %, och äldre över 65 år 8,0 %.